# Oligolepis acutipennis
Oligolepis acutipennis és una espècie de peix de la família dels gòbids i de l'ordre dels perciformes.

## Morfologia
- Els mascles poden assolir 15 cm de longitud total.[1][2]

## Alimentació
Menja peixets, crustacis i d'altres invertebrats.

## Hàbitat
És un peix de clima tropical (22 °C-26 °C) i demersal.

## Distribució geogràfica
Es troba des de KwaZulu-Natal (Sud-àfrica) fins a Indonèsia i el Pacífic occidental.

## Observacions
És inofensiu per als humans.